# Курчиков, Аркадий Романович
Аркадий Романович Курчиков (3 марта 1954 — 22 марта 2021) — геолог, специалист в области геологии нефти и газа, член-корреспондент РАН (2011).

## Биография
Родился 3 марта 1954 года. В 1976 году окончил Новосибирский государственный университет. С 1976 по 1996 годы работал в Западно-Сибирском научно-исследовательском геологоразведочном нефтяном институте (ЗапСибНИГНИ) (Тюмень), где прошел путь от младшего научного сотрудника до заместителя директора отделения.
В 1982 году защитил кандидатскую диссертацию, тема: «Палеогеотермические условия формирования зон преимущественно нефте- и газонакопления в Западной Сибири». В 1995 году защитил докторскую диссертацию, тема: «Тепловой режим нефтегазоносных областей Западной Сибири».
В 1996 году организовал и возглавил научно-исследовательский институт гидрогеологии и геотермии (НИИГИГ). В 1998 году назначен руководителем учебно-научного центра, включавшим факультет геологии и геоинформатики, НИИГИГ и ЗапСибНИГНИ. С 1999 года — директор созданного на базе центра института геологии и геоинформатики. С 1996 года по совместительству работал профессором, заведующим кафедрой геологии месторождений нефти и газа (с 2010 года) Тюменского государственного нефтегазового университета.
С 2000 года — директор Западно-Сибирского филиала Института нефтегазовой геологии и геофизики имени А. А. Трофимука СО РАН.
В 2011 году был избран членом-корреспондентом РАН.

## Научная деятельность
Вёл научные исследования в области нефтегазовой гидрогеологии, геологии нефти и газа и геотермии.
На основе разработанных методик выполнены масштабные наземные работы в Западной Сибири, включающие геотермические, геофизические, геодинамические исследования с целью прогноза зон нефте- и газонакопления. По результатам исследований выявлены перспективные на нефть и газ участки, районы и горизонты.
Работал по проектам, связанным с разведкой и региональной оценкой ресурсов подземных вод (промышленных, пресных, иодо-бромных термальных и бальнеологических) Тюменской области, а также с выбором и обоснованием объектов для утилизации избытков подтоварных вод на нефтепромыслах Западной Сибири; с обоснованием возможности закачки промышленных стоков в глубокие водоносные горизонты.
Автор 220 опубликованных работ (в том числе 14 монографий и учебных пособий).
Координатор государственных проектов в рамках программ фундаментальных научных исследований Сибирского отделения РАН: «Эволюция гидрогеохимического состава и температурного поля в процессе разработки гигантских нефтяных месторождений Западно-Сибирского осадочного бассейна методами внутриконтурного и законтурного заводнения», «Эволюция гидрогеологических систем нефтегазоносных районов Западной Сибири».

### Научно-организационная деятельность
- член секции геологии, геофизики, геохимии и горных наук Отделения наук о Земле РАН;
- член Комитета АН СССР (РАН) по геотермическим исследованиям (1987);
- член Научного совета РАН по проблемам геологии и разработки нефтяных и газовых месторождений (2003);
- член Президиума СО РАН;
- член Объединенного Ученого совета наук о Земле СО РАН (2002—2008)
- заместитель председателя Президиума Тюменского научного центра СО РАН;
- член правления Российского союза гидрогеологов (2011).

## Награды
- Медаль ордена «За заслуги перед Отечеством» II степени (2014)[5]
- Заслуженный геолог Российской Федерации (2005)[6]